# پیتر کری (بازیکن فوتبال اهل انگلستان)
پیتر کری (انگلیسی: Peter Carey؛ زادهٔ ۱۴ آوریل ۱۹۳۳) بازیکن فوتبال اهل بریتانیا است.
از باشگاه‌هایی که در آن بازی کرده‌است می‌توان به باشگاه فوتبال بارکینگ، باشگاه فوتبال کویینز پارک رنجرز، و باشگاه فوتبال کولچستر یونایتد اشاره کرد.